# Brachythecium filiforme
Brachythecium filiforme är en bladmossart som beskrevs av Juratzka och Limpricht 1896. Brachythecium filiforme ingår i släktet gräsmossor, och familjen Brachytheciaceae. Inga underarter finns listade i Catalogue of Life.